# Giovanni Battista Zenati
Giovanni Battista Zenati (Buttapietra, 17 dicembre 1886 – Buttapietra, 3 novembre 1959) è stato un generale italiano, del Regio Esercito durante la seconda guerra mondiale, ricordato per il suo ruolo in Sardegna nei giorni seguenti all'armistizio dell'8 settembre 1943, nel corso del ripiegamento delle unità tedesche verso la Corsica.

## Biografia
Nacque a Buttapietra, provincia di Verona, il 17 dicembre 1886. Arruolatosi nel Regio Esercito dal 14 settembre 1906 iniziò a frequentare la Regia Accademia Militare di fanteria e Cavalleria di Modena, da cui uscì con il grado di divenne sottotenente assegnato all'arma di fanteria nel 1909. Entrò in servizio nel 1º Reggimento fanteria "Re". Partecipò alle guerra italo turca e successivamente alla prima guerra mondiale dove fu decorato di una Medaglia d'argento al valor militare nel corso del maggio 1916. Nel luglio dello stesso anno, con il grado di capitano, assunse il comando del II Battaglione dell'80º Reggimento fanteria della Brigata Roma, incarico che mantenne fino al novembre successivo. Divenuto poi addetto al comando della 51ª Divisione, per il suo comportamento sul Montello (giugno 1918) fu decorato con la Croce al merito di guerra, poi tramutata in Croce di guerra al valor militare.
Dopo un periodo trascorso presso lo Stato maggiore del Regio Esercito, il 22 luglio 1933 fu promosso colonnello ed assunse il comando del 58º Reggimento fanteria "Abruzzi", di stanza a Padova, ricoprendolo nel biennio 1935-1937 e successivamente, dal 10 ottobre 1937, divenne Capo di stato maggiore della 10ª Divisione fanteria "Piave" a Padova.  Dal 1º settembre 1939, fu direttore della Rivista di Fanteria edita presso lo Stato maggiore del Regio Esercito in Roma (Rassegna di cultura militare).
Nel frattempo, il 30 giugno 1939, viene promosso generale di brigata, e poi generale di divisione (1º gennaio 1942), assumendo il 22 febbraio 1942 il comando della 30ª Divisione fanteria "Sabauda" con Quartier generale a Iglesias (Cagliari), e dipendente dal XIII Corpo d'armata.
All'atto dell'armistizio dell'8 settembre 1943, la sua Grande Unità favorì, senza spargimenti di sangue, il regolare deflusso delle forze tedesche dal meridione dell'Isola verso il nord e la Corsica. Sostituì ad interim il generale Gustavo Reisoli alla testa del XIII Corpo d'armata, fino all'arrivo del generale Angelico Carta.
Dal 10 novembre 1943 con la sua Divisione si trasferì in Sicilia, avendo sede ad Enna, con prioritari compiti di ordine e sicurezza pubblici. Il 26 marzo 1945 entrò a far parte della Commissione per l'esame della esistenza o meno del diritto a trattamento di quiescenza degli impiegati. Dopo la fine della guerra fu promosso al grado di generale di corpo d'armata onorifico.
Una via del suo paese natale porta il suo nome.

### Annotazioni
1. ↑  La Commissione era così composta: Gioacchino Del Sera (presidente di sezione della Corte dei Conti), Pietro Baratono (Consigliere di Stato), Giovanni Brunelli (Consigliere della Corte di Cassazione del Regno), Mario Micali (Prefetto del Regno, direttore generale degli affari generali e del personale del Ministero dell'interno), Commendatore Luigi Cesarano (direttore capo divisione nel Ministero del tesoro), segretario Dott. Giovanni Rivano (consigliere amministrativo nel Ministero del tesoro), generale di divisione in servizio permanente effettivo Giovanni Battista Zenati, generale di brigata in servizio permanente effettivo Virginio Villanis (giudici del Tribunale Supremo militare per i militari del Regio esercito); il contrammiraglio Giovanni Galati ed il maggior generale commissario Ottorino Canova, per i militari della Regia marina; il generale di brigata aerea Alfredo Agnesi ed il generale di brigata aerea Enrico Grande, per i militari della Regia aeronautica.

### Fonti
1. 1 2 3  Generals.
2. ↑  Regio Esercito.
3. ↑  Gazzetta Ufficiale del Regno d'Italia n.67 del 5 giugno 1945, pag.835.
4. ↑  Gazzetta Ufficiale del Regno d'Italia n.201 del 30 agosto 1933, pag.3881.